# Стадион Метлајф
Стадион МетЛајф (енгл. MetLife Stadium) је вишенаменски (фудбал, атлетика) стадион који се налази у Ист Радерфорд, САД. То је матична арена клубова Њујорк џајантса и Њујорк џетса и Националне фудбалске лиге. Стадион је изграђен 2010. године поред претходног стадиона Џиантс, и једини је стадион у НФЛ-у који угошћује два клуба код куће. Насловни спонзор објекта је МетЛифе Корпорејшн, која је права на назив стадиона купила 2011. године. Стадион је у власништву НФЛ Џајантса анд Џетса, који поседују сваки по 50% објекта и послују преко компаније Њу Меадоулендс Стадиум Компани. Изградња овог објекта коштала је 1,6 милијарди долара, што га чини најскупљим стадионом на свету  и другим по величини стадионом НФЛ лиге по капацитету.

## Право власништва
Још током изградње стадиона, немачко осигуравајуће друштво Алианз изразило је интерес за откуп права на називе стадиона. Понудила се да закључи уговор на 30 година , према којем би платила од 20 до 30 милиона долара. Међутим, вест је изазвала негодовање јеврејске заједнице у Њујорку и Лиге против клевете, због веза између Алианза и руководства нацистичке Немачке током Другог светског рата. У исто време, рабин Јаи Росенбаум је рекао да је тренутно пријатељ јеврејског народа и да ће договор, ако прође, бити потпуно легалан . Међутим, Алианз никада није постигао договор са тимовима и 12. септембра 2008. преговори су окончани ..
Дана 27. јуна 2011. године објављено је да је осигуравајуће друштво МетЛифе изразило интерес за куповину права на назив структуре.  Као резултат тога, 23. августа компанија је закључила уговор о откупу права и стадион је преименован у Метлифе Стадиум .
.